# Kilcloon
Kilcloon (iriska: Cill Chluain) är en ort i republiken Irland.   Den ligger i provinsen Leinster, i den nordöstra delen av landet, 25 km väster om huvudstaden Dublin. Kilcloon ligger 80 meter över havet och antalet invånare är 264.
Terrängen runt Kilcloon är platt. Runt Kilcloon är det tätbefolkat, med 613 invånare per kvadratkilometer. Närmaste större samhälle är Maynooth, 4,7 km söder om Kilcloon. Trakten runt Kilcloon består i huvudsak av gräsmarker.